# Villard-Saint-Sauveur
Villard-Saint-Sauveur – miejscowość i gmina we Francji, w regionie Burgundia-Franche-Comté, w departamencie Jura.
Według danych na rok 1990 gminę zamieszkiwało 588 osób, a gęstość zaludnienia wynosiła 65 osób/km² (wśród 1786 gmin Franche-Comté Villard-Saint-Sauveur plasuje się na 271. miejscu pod względem liczby ludności, natomiast pod względem powierzchni na miejscu 493.).